# کاشنباخ
کاشنباخ (به آلمانی: Kaschenbach) یک شهر در آلمان است که در بیتبورگ-پروم واقع شده‌است.